# Pinchas Lapide
Pinchas Erwin Lapide (Wenen, 28 november 1922 - Frankfurt am Main, 23 oktober 1997) was een Israëlische diplomaat en joodse theoloog van Oostenrijkse komaf. Hij stond bekend om zijn kennis van het Nieuwe Testament en zijn belangstelling voor de joods-christelijke dialoog.

## Levensloop
Na de Anschluss in 1938 kwam Lapide in een concentratiekamp terecht maar wist daaruit te ontvluchten. Via Tsjecho-Slowakije en Polen kwam hij in het Verenigd Koninkrijk terecht. Vandaaruit vertrok hij in 1940 per schip naar het toenmalige mandaatgebied Palestina.
Van 1951 tot 1969 werkte hij als diplomaat en hoofd van de persdienst voor de Israëlische regering. Als zodanig was hij van 1956 tot 1958 consul in Milaan en bereidde hij het bezoek van paus Paulus VI in 1964 aan Israël voor. Tijdens de laatste jaren van zijn diplomatieke loopbaan studeerde hij (nieuwtestamentisch) christendom, Romaanse talen, mediëvistiek en politicologie aan de Hebreeuwse Universiteit van Jeruzalem. Hij behaalde zijn Bachelor- en Master of Arts en promoveerde in 1971 aan de Universiteit van Keulen op het proefschrift Die Verwendung des Hebräischen in den christlichen Religionsgemeinschaften mit besonderer Berücksichtigung des Landes Israel.
Lapide verhuisde in 1969 naar West-Duitsland, vanaf 1971 woonde hij in Frankfurt am Main. In Duitsland werkte hij als schrijver van boeken over Jezus, bezien vanuit een joodse achtergrond. Van 1972 tot 1975 gaf hij ook college aan de Israëlische Bar-Ilan Universiteit in Ramat Gan. Bij elkaar schreef hij meer dan 35 boeken; deze werden in twaalf talen vertaald. In 1993 werd hij zowel onderscheiden met het Bundesverdienstkreuz als met de ereprijs van de Stiftung Kulturförderung. Het jaar daarop kreeg hij het ereplakkaat van de stad Frankfurt am Main.
Lapide overleed na een langdurig ziekbed op 74-jarige leeftijd. Zijn weduwe Ruth Lapide-Rosenblatt (1929-2022) en zijn zoon Yuval Lapide hebben zijn werk voortgezet.

## Werken
- Der Prophet von San Nicandro. Vogt, Berlin 1963, Matthias-Grünewald-Verlag, Mainz 1986. ISBN 3-7867-1249-2
- Rom und die Juden. Gerhard Hess, Ulm 1967, 1997, 2005 (3.verb.Aufl.).  ISBN 3-87336-241-4
- Nach der Gottesfinsternis. Schriftenmissions-Verl., Gladbeck 1970.
- Auferstehung. Calwer, Stuttgart 1977, 1991 (6.Aufl.).  ISBN 3-7668-0545-2
- Die Verwendung des Hebräischen in den christlichen Religionsgemeinschaften mit besonderer Berücksichtigung des Landes Israel. Diss. Kleikamp, Köln 1971.
- Er predigte in ihren Synagogen. Mohn, Gütersloh 1980, 2004 (8.Aufl.).  ISBN 3-579-01400-5
- Wie liebt man seine Feinde? Matthias Grunewald Verlag, Mainz 1984
- Am Scheitern hoffen lernen. Mohn, Gütersloh 1985, 1988.  ISBN 3-579-01413-7
- Wer war schuld an Jesu Tod? Mohn, Gütersloh 1987, 1989, 2000 (4.Aufl.).  ISBN 3-579-01419-6
- Ist das nicht Josephs Sohn? Jesus im heutigen Judentum.  Mohn, Gütersloh 1988. ISBN 3-579-01408-0
- Ist die Bibel richtig übersetzt?" 2 Bd. Mohn, Gütersloh 2004.  ISBN 3-579-05460-0
- Der Jude Jesus. Patmos, Düsseldorf 1979, 2003 (3.Aufl.). ISBN 3-491-69405-1
- Paulus zwischen Damaskus und Qumran. Mohn, Gütersloh 1993, 1995, 2001.  ISBN 3-579-01425-0